# Copa Davis 2004
La Copa Davis 2004 fue la 93.ª edición del torneo de tenis masculino más importante por naciones. Fue la segunda vez en que España logró ganar el torneo en su historia. La final se jugó en Sevilla, en el Estadio Olímpico de la Cartuja.

## Grupo Mundial
| Equipos Participantes Grupo Mundial de 2004 | Equipos Participantes Grupo Mundial de 2004 | Equipos Participantes Grupo Mundial de 2004 | Equipos Participantes Grupo Mundial de 2004 | Equipos Participantes Grupo Mundial de 2004 | Equipos Participantes Grupo Mundial de 2004 | Equipos Participantes Grupo Mundial de 2004 | Equipos Participantes Grupo Mundial de 2004 |
| Argentina                                   | Australia                                   | Austria                                     | Bielorrusia                                 | Canadá                                      | Croacia                                     | España                                      | Estados Unidos                              |
| Francia                                     | Marruecos                                   | Países Bajos                                | Rep. Checa                                  | Rumania                                     | Rusia                                       | Suecia                                      | Suiza                                       |
| ------------------------------------------- | ------------------------------------------- | ------------------------------------------- | ------------------------------------------- | ------------------------------------------- | ------------------------------------------- | ------------------------------------------- | ------------------------------------------- |

## Eliminatorias
|  | Octavos de final | Octavos de final |                |   | Cuartos de final | Cuartos de final |  |  | Semifinales         | Semifinales         |  |  | Final            | Final            |
|  | 6-8 de febrero   | 6-8 de febrero   |                |   | 9-11 de abril    | 9-11 de abril    |  |  | 24-26 de septiembre | 24-26 de septiembre |  |  | 3-5 de diciembre | 3-5 de diciembre |
|  |                  |                  |                |   |                  |                  |  |  |                     |                     |  |  |                  |                  |
|  |                  |                  |                |   |                  |                  |  |  |                     |                     |  |  |                  |                  |
|  |                  |                  |                |   |                  |                  |  |  |                     |                     |  |  |                  |                  |
|  | Australia        | 1                |                |   |                  |                  |  |  |                     |                     |  |  |                  |                  |
|  | Australia        | 1                |                |   |                  |                  |  |  |                     |                     |  |  |                  |                  |
|  | Suecia           | 4                |                |   |                  |                  |  |  |                     |                     |  |  |                  |                  |
|  | Suecia           | 4                | Suecia         | 1 |                  |                  |  |  |                     |                     |  |  |                  |                  |
|  |                  |                  |                | 1 |                  |                  |  |  |                     |                     |  |  |                  |                  |
|  |                  | Estados Unidos   | 4              |   |                  |                  |  |  |                     |                     |  |  |                  |                  |
|  | Estados Unidos   | Estados Unidos   | 4              | 5 |                  |                  |  |  |                     |                     |  |  |                  |                  |
|  | Estados Unidos   |                  |                | 5 |                  |                  |  |  |                     |                     |  |  |                  |                  |
|  | Austria          | 0                |                |   |                  |                  |  |  |                     |                     |  |  |                  |                  |
|  | Austria          | 0                | Estados Unidos | 4 |                  |                  |  |  |                     |                     |  |  |                  |                  |
|  |                  |                  |                | 4 |                  |                  |  |  |                     |                     |  |  |                  |                  |
|  |                  | Bielorrusia      | 0              |   |                  |                  |  |  |                     |                     |  |  |                  |                  |
|  | Rusia            | Bielorrusia      | 0              | 2 |                  |                  |  |  |                     |                     |  |  |                  |                  |
|  | Rusia            |                  |                | 2 |                  |                  |  |  |                     |                     |  |  |                  |                  |
|  | Bielorrusia      | 3                |                |   |                  |                  |  |  |                     |                     |  |  |                  |                  |
|  | Bielorrusia      | 3                | Bielorrusia    | 5 |                  |                  |  |  |                     |                     |  |  |                  |                  |
|  |                  |                  |                | 5 |                  |                  |  |  |                     |                     |  |  |                  |                  |
|  |                  | Argentina        | 0              |   |                  |                  |  |  |                     |                     |  |  |                  |                  |
|  | Argentina        | Argentina        | 0              | 5 |                  |                  |  |  |                     |                     |  |  |                  |                  |
|  | Argentina        |                  |                | 5 |                  |                  |  |  |                     |                     |  |  |                  |                  |
|  | Marruecos        | 0                |                |   |                  |                  |  |  |                     |                     |  |  |                  |                  |
|  | Marruecos        | 0                | Estados Unidos | 2 |                  |                  |  |  |                     |                     |  |  |                  |                  |
|  |                  |                  |                | 2 |                  |                  |  |  |                     |                     |  |  |                  |                  |
|  |                  | España           | 3              |   |                  |                  |  |  |                     |                     |  |  |                  |                  |
|  | Rumanía          | España           | 3              | 2 |                  |                  |  |  |                     |                     |  |  |                  |                  |
|  | Rumanía          |                  |                | 2 |                  |                  |  |  |                     |                     |  |  |                  |                  |
|  | Suiza            | 3                |                |   |                  |                  |  |  |                     |                     |  |  |                  |                  |
|  | Suiza            | 3                | Suiza          | 2 |                  |                  |  |  |                     |                     |  |  |                  |                  |
|  |                  |                  |                | 2 |                  |                  |  |  |                     |                     |  |  |                  |                  |
|  |                  | Francia          | 3              |   |                  |                  |  |  |                     |                     |  |  |                  |                  |
|  | Croacia          | Francia          | 3              | 1 |                  |                  |  |  |                     |                     |  |  |                  |                  |
|  | Croacia          |                  |                | 1 |                  |                  |  |  |                     |                     |  |  |                  |                  |
|  | Francia          | 4                |                |   |                  |                  |  |  |                     |                     |  |  |                  |                  |
|  | Francia          | 4                | Francia        | 1 |                  |                  |  |  |                     |                     |  |  |                  |                  |
|  |                  |                  |                | 1 |                  |                  |  |  |                     |                     |  |  |                  |                  |
|  |                  | España           | 4              |   |                  |                  |  |  |                     |                     |  |  |                  |                  |
|  | Canadá           | España           | 4              | 1 |                  |                  |  |  |                     |                     |  |  |                  |                  |
|  | Canadá           |                  |                | 1 |                  |                  |  |  |                     |                     |  |  |                  |                  |
|  | Holanda          | 4                |                |   |                  |                  |  |  |                     |                     |  |  |                  |                  |
|  | Holanda          | 4                | Holanda        | 1 |                  |                  |  |  |                     |                     |  |  |                  |                  |
|  |                  |                  |                | 1 |                  |                  |  |  |                     |                     |  |  |                  |                  |
|  |                  | España           | 4              |   |                  |                  |  |  |                     |                     |  |  |                  |                  |
|  | República Checa  | España           | 4              | 2 |                  |                  |  |  |                     |                     |  |  |                  |                  |
|  | República Checa  |                  |                | 2 |                  |                  |  |  |                     |                     |  |  |                  |                  |
|  | España           | 3                |                |   |                  |                  |  |  |                     |                     |  |  |                  |                  |
|  | España           | 3                |                |   |                  |                  |  |  |                     |                     |  |  |                  |                  |

### Primera ronda
| | Bandera de Australia | Australia                        | 1     | 4 | Suecia | Bandera de Suecia |   |
| --- | -------------------- | -------------------------------- | ----- | - | ------ | ----------------- | - |
| Memorial Drive, Adelaida, Australia 6 al 8 de febrero de 2004 |                      |                                  |       |   |        |                   |   |
| \| 1 \| \| Mark Philippoussis \| 3 \| 4 \| 2 \| \| \| \| 1 \| \| Thomas Enqvist \| 6 \| 6 \| 6 \| \| \| \| 2 \| \| Lleyton Hewitt \| 6 \| 6 \| 6 \| \| \| \| 2 \| \| Robin Söderling \| 4 \| 3 \| 1 \| \| \| \| 3 \| \| Wayne Arthurs-Todd Woodbridge \| 6 (5) \| 4 \| 6 \| 7 \| 5 \| \| 3 \| \| Jonas Björkman-Joachim Johansson \| 7 \| 6 \| 2 \| 6 (4) \| 7 \| \| 4 \| \| Mark Philippoussis \| 5 \| 2 \| 2 \| \| \| \| 4 \| \| Jonas Björkman \| 7 \| 6 \| 6 \| \| \| \| 5 \| \| Wayne Arthurs \| 6 (8) \| 6 \| 4 \| \| \| \| 5 \| \| Thomas Enqvist \| 7 \| 3 \| 6 \| \| \| |                      |                                  |       |   |        |                   |   |
| 1 | Bandera de Australia | Mark Philippoussis               | 3     | 4 | 2      |                   |   |
| 1 | Bandera de Suecia    | Thomas Enqvist                   | 6     | 6 | 6      |                   |   |
| 2 | Bandera de Australia | Lleyton Hewitt                   | 6     | 6 | 6      |                   |   |
| 2 | Bandera de Suecia    | Robin Söderling                  | 4     | 3 | 1      |                   |   |
| 3 | Bandera de Australia | Wayne Arthurs-Todd Woodbridge    | 6 (5) | 4 | 6      | 7                 | 5 |
| 3 | Bandera de Suecia    | Jonas Björkman-Joachim Johansson | 7     | 6 | 2      | 6 (4)             | 7 |
| 4 | Bandera de Australia | Mark Philippoussis               | 5     | 2 | 2      |                   |   |
| 4 | Bandera de Suecia    | Jonas Björkman                   | 7     | 6 | 6      |                   |   |
| 5 | Bandera de Australia | Wayne Arthurs                    | 6 (8) | 6 | 4      |                   |   |
| 5 | Bandera de Suecia    | Thomas Enqvist                   | 7     | 3 | 6      |                   |   |

| | Bandera de Estados Unidos | Estados Unidos              | 5     | 0 | Austria | Bandera de Austria |   |
| --- | ------------------------- | --------------------------- | ----- | - | ------- | ------------------ | - |
| Mohegan Sun Arena, Uncasville, Connecticut, Estados Unidos 6 al 8 de febrero de 2004 |                           |                             |       |   |         |                    |   |
| \| 1 \| \| Robby Ginepri \| 6 (6) \| 4 \| 6 \| 6 \| 6 \| \| 1 \| \| Jürgen Melzer \| 7 \| 6 \| 4 \| 4 \| 2 \| \| 2 \| \| Andy Roddick \| 6 \| 6 \| 6 \| \| \| \| 2 \| \| Stefan Koubek \| 4 \| 4 \| 2 \| \| \| \| 3 \| \| Bob Bryan-Mike Bryan \| 6 \| 6 \| 6 \| \| \| \| 3 \| \| Julian Knowle-Jürgen Melzer \| 2 \| 1 \| 4 \| \| \| \| 4 \| \| Andy Roddick \| 6 \| 6 \| \| \| \| \| 4 \| \| Jürgen Melzer \| 4 \| 2 \| \| \| \| \| 5 \| \| Robby Ginepri \| 7 \| 6 \| \| \| \| \| 5 \| \| Stefan Koubek \| 5 \| 2 \| \| \| \| |                           |                             |       |   |         |                    |   |
| 1 | Bandera de Estados Unidos | Robby Ginepri               | 6 (6) | 4 | 6       | 6                  | 6 |
| 1 | Bandera de Austria        | Jürgen Melzer               | 7     | 6 | 4       | 4                  | 2 |
| 2 | Bandera de Estados Unidos | Andy Roddick                | 6     | 6 | 6       |                    |   |
| 2 | Bandera de Austria        | Stefan Koubek               | 4     | 4 | 2       |                    |   |
| 3 | Bandera de Estados Unidos | Bob Bryan-Mike Bryan        | 6     | 6 | 6       |                    |   |
| 3 | Bandera de Austria        | Julian Knowle-Jürgen Melzer | 2     | 1 | 4       |                    |   |
| 4 | Bandera de Estados Unidos | Andy Roddick                | 6     | 6 |         |                    |   |
| 4 | Bandera de Austria        | Jürgen Melzer               | 4     | 2 |         |                    |   |
| 5 | Bandera de Estados Unidos | Robby Ginepri               | 7     | 6 |         |                    |   |
| 5 | Bandera de Austria        | Stefan Koubek               | 5     | 2 |         |                    |   |

| | Bandera de Bielorrusia | Bielorrusia                | 3     | 2     | Rusia | Bandera de Rusia |    |
| --- | ---------------------- | -------------------------- | ----- | ----- | ----- | ---------------- | -- |
| Football Manege, Minsk, Bielorrusia 6 al 8 de febrero de 2004 |                        |                            |       |       |       |                  |    |
| \| 1 \| \| Vladimir Voltchkov \| 7 \| 6 (4) \| 7 \| 4 \| R \| \| 1 \| \| Igor Andreev \| 6 (3) \| 7 \| 5 \| 4 \| \| \| 2 \| \| Max Mirnyi \| 7 \| 7 \| 1 \| 4 \| 11 \| \| 2 \| \| Marat Safin \| 6 (3) \| 6 (5) \| 6 \| 6 \| 9 \| \| 3 \| \| Max Mirnyi-Alexander Shvec \| 4 \| 5 \| 6 (3) \| \| \| \| 3 \| \| Marat Safin-Mijaíl Yuzhny \| 6 \| 7 \| 7 \| \| \| \| 4 \| \| Max Mirnyi \| 6 \| 6 \| 6 \| \| \| \| 4 \| \| Igor Andreev \| 3 \| 4 \| 4 \| \| \| \| 5 \| \| Vladimir Voltchkov \| 7 \| 6 \| 6 \| \| \| \| 5 \| \| Mijaíl Yuzhny \| 5 \| 2 \| 4 \| \| \| |                        |                            |       |       |       |                  |    |
| 1 | Bandera de Bielorrusia | Vladimir Voltchkov         | 7     | 6 (4) | 7     | 4                | R  |
| 1 | Bandera de Rusia       | Igor Andreev               | 6 (3) | 7     | 5     | 4                |    |
| 2 | Bandera de Bielorrusia | Max Mirnyi                 | 7     | 7     | 1     | 4                | 11 |
| 2 | Bandera de Rusia       | Marat Safin                | 6 (3) | 6 (5) | 6     | 6                | 9  |
| 3 | Bandera de Bielorrusia | Max Mirnyi-Alexander Shvec | 4     | 5     | 6 (3) |                  |    |
| 3 | Bandera de Rusia       | Marat Safin-Mijaíl Yuzhny  | 6     | 7     | 7     |                  |    |
| 4 | Bandera de Bielorrusia | Max Mirnyi                 | 6     | 6     | 6     |                  |    |
| 4 | Bandera de Rusia       | Igor Andreev               | 3     | 4     | 4     |                  |    |
| 5 | Bandera de Bielorrusia | Vladimir Voltchkov         | 7     | 6     | 6     |                  |    |
| 5 | Bandera de Rusia       | Mijaíl Yuzhny              | 5     | 2     | 4     |                  |    |

| | Bandera de Marruecos | Marruecos                    | 0     | 5     | Argentina | Bandera de Argentina |   |
| --- | -------------------- | ---------------------------- | ----- | ----- | --------- | -------------------- | - |
| Salle Inbiaat, Agadir, Marruecos 6 al 8 de febrero de 2004 |                      |                              |       |       |           |                      |   |
| \| 1 \| \| Mounir El Aarej \| 1 \| 1 \| 4 \| \| \| \| 1 \| \| Guillermo Coria \| 6 \| 6 \| 6 \| \| \| \| 2 \| \| Hicham Arazi \| 6 \| 1 \| 5 \| 1 \| R \| \| 2 \| \| David Nalbandian \| 4 \| 6 \| 7 \| 2 \| \| \| 3 \| \| Mounir El Aarej-Mehdi Tahiri \| 1 \| 4 \| 2 \| \| \| \| 3 \| \| Lucas Arnold-Agustín Calleri \| 6 \| 6 \| 6 \| \| \| \| 4 \| \| Mehdi Tahiri \| 2 \| 6 (4) \| \| \| \| \| 4 \| \| Guillermo Coria \| 6 \| 7 \| \| \| \| \| 5 \| \| Mounir El Aarej \| 6 (1) \| 6 \| 1 \| \| \| \| 5 \| \| Agustín Calleri \| 7 \| 3 \| 6 \| \| \| |                      |                              |       |       |           |                      |   |
| 1 | Bandera de Marruecos | Mounir El Aarej              | 1     | 1     | 4         |                      |   |
| 1 | Bandera de Argentina | Guillermo Coria              | 6     | 6     | 6         |                      |   |
| 2 | Bandera de Marruecos | Hicham Arazi                 | 6     | 1     | 5         | 1                    | R |
| 2 | Bandera de Argentina | David Nalbandian             | 4     | 6     | 7         | 2                    |   |
| 3 | Bandera de Marruecos | Mounir El Aarej-Mehdi Tahiri | 1     | 4     | 2         |                      |   |
| 3 | Bandera de Argentina | Lucas Arnold-Agustín Calleri | 6     | 6     | 6         |                      |   |
| 4 | Bandera de Marruecos | Mehdi Tahiri                 | 2     | 6 (4) |           |                      |   |
| 4 | Bandera de Argentina | Guillermo Coria              | 6     | 7     |           |                      |   |
| 5 | Bandera de Marruecos | Mounir El Aarej              | 6 (1) | 6     | 1         |                      |   |
| 5 | Bandera de Argentina | Agustín Calleri              | 7     | 3     | 6         |                      |   |

| | Bandera de Rumania | Rumania                    | 2     | 3     | Suiza | Bandera de Suiza |    |
| --- | ------------------ | -------------------------- | ----- | ----- | ----- | ---------------- | -- |
| Sala Polivalentă, Bucarest, Rumania 6 al 8 de febrero de 2004 |                    |                            |       |       |       |                  |    |
| \| 1 \| \| Andrei Pavel \| 6 \| 6 \| 5 \| 6 \| \| \| 1 \| \| Michel Kratochvil \| 4 \| 3 \| 7 \| 4 \| \| \| 2 \| \| Victor Hanescu \| 6 (4) \| 3 \| 1 \| \| \| \| 2 \| \| Roger Federer \| 7 \| 6 \| 6 \| \| \| \| 3 \| \| Andrei Pavel-Gabriel Trifu \| 4 \| 6 \| 3 \| 6 \| 8 \| \| 3 \| \| Yves Allegro-Roger Federer \| 6 \| 1 \| 6 \| 3 \| 10 \| \| 4 \| \| Andrei Pavel \| 3 \| 2 \| 5 \| \| \| \| 4 \| \| Roger Federer \| 6 \| 6 \| 7 \| \| \| \| 5 \| \| Victor Hanescu \| 6 \| 6 (3) \| 6 \| \| \| \| 5 \| \| Stanislas Wawrinka \| 3 \| 7 \| 3 \| \| \| |                    |                            |       |       |       |                  |    |
| 1 | Bandera de Rumania | Andrei Pavel               | 6     | 6     | 5     | 6                |    |
| 1 | Bandera de Suiza   | Michel Kratochvil          | 4     | 3     | 7     | 4                |    |
| 2 | Bandera de Rumania | Victor Hanescu             | 6 (4) | 3     | 1     |                  |    |
| 2 | Bandera de Suiza   | Roger Federer              | 7     | 6     | 6     |                  |    |
| 3 | Bandera de Rumania | Andrei Pavel-Gabriel Trifu | 4     | 6     | 3     | 6                | 8  |
| 3 | Bandera de Suiza   | Yves Allegro-Roger Federer | 6     | 1     | 6     | 3                | 10 |
| 4 | Bandera de Rumania | Andrei Pavel               | 3     | 2     | 5     |                  |    |
| 4 | Bandera de Suiza   | Roger Federer              | 6     | 6     | 7     |                  |    |
| 5 | Bandera de Rumania | Victor Hanescu             | 6     | 6 (3) | 6     |                  |    |
| 5 | Bandera de Suiza   | Stanislas Wawrinka         | 3     | 7     | 3     |                  |    |

| | Bandera de Francia | Francia                       | 4     | 1     | Croacia | Bandera de Croacia |  |
| --- | ------------------ | ----------------------------- | ----- | ----- | ------- | ------------------ |  |
| Les Arenes, Metz, Francia 6 al 8 de febrero de 2004 |                    |                               |       |       |         |                    |  |
| \| 1 \| \| Arnaud Clément \| 6 \| 6 \| 6 \| \| \| \| 1 \| \| Mario Ančić \| 4 \| 3 \| 3 \| \| \| \| 2 \| \| Thierry Ascione \| 5 \| 4 \| 4 \| \| \| \| 2 \| \| Ivan Ljubičić \| 7 \| 6 \| 6 \| \| \| \| 3 \| \| Nicolas Escudé-Michael Llodra \| 6 \| 7 \| 6 \| \| \| \| 3 \| \| Mario Ančić-Ivo Karlović \| 1 \| 6 (5) \| 3 \| \| \| \| 4 \| \| Arnaud Clément \| 6 \| 3 \| 7 \| 6 \| \| \| 4 \| \| Ivan Ljubičić \| 2 \| 6 \| 6 (3) \| 4 \| \| \| 5 \| \| Nicolas Escudé \| 7 \| 6 \| \| \| \| \| 5 \| \| Ivo Karlović \| 6 (5) \| 2 \| \| \| \| |                    |                               |       |       |         |                    |  |
| 1 | Bandera de Francia | Arnaud Clément                | 6     | 6     | 6       |                    |  |
| 1 | Bandera de Croacia | Mario Ančić                   | 4     | 3     | 3       |                    |  |
| 2 | Bandera de Francia | Thierry Ascione               | 5     | 4     | 4       |                    |  |
| 2 | Bandera de Croacia | Ivan Ljubičić                 | 7     | 6     | 6       |                    |  |
| 3 | Bandera de Francia | Nicolas Escudé-Michael Llodra | 6     | 7     | 6       |                    |  |
| 3 | Bandera de Croacia | Mario Ančić-Ivo Karlović      | 1     | 6 (5) | 3       |                    |  |
| 4 | Bandera de Francia | Arnaud Clément                | 6     | 3     | 7       | 6                  |  |
| 4 | Bandera de Croacia | Ivan Ljubičić                 | 2     | 6     | 6 (3)   | 4                  |  |
| 5 | Bandera de Francia | Nicolas Escudé                | 7     | 6     |         |                    |  |
| 5 | Bandera de Croacia | Ivo Karlović                  | 6 (5) | 2     |         |                    |  |

| | Bandera de los Países Bajos | Países Bajos                    | 4      | 1     | Canadá | Bandera de Canadá |  |
| --- | --------------------------- | ------------------------------- | ------ | ----- | ------ | ----------------- |  |
| MECC, Maastricht, Países Bajos 6 al 8 de febrero de 2004 |                             |                                 |        |       |        |                   |  |
| \| 1 \| \| Sjeng Schalken \| 6 \| 5 \| 6 \| 6 \| \| \| 1 \| \| Frank Dancevic \| 3 \| 7 \| 2 \| 1 \| \| \| 2 \| \| Martin Verkerk \| 6 \| 7 \| 4 \| 6 \| \| \| 2 \| \| Simon Larose \| 4 \| 6 (9) \| 6 \| 3 \| \| \| 3 \| \| Paul Haarhuis-Martin Verkerk \| 6 (10) \| 0 \| R \| \| \| \| 3 \| \| Daniel Nestor-Frederic Niemeyer \| 7 \| 1 \| \| \| \| \| 4 \| \| Martin Verkerk \| 6 (5) \| 6 \| 7 \| 6 \| \| \| 4 \| \| Frank Dancevic \| 7 \| 2 \| 5 \| 3 \| \| \| 5 \| \| Sjeng Schalken \| 6 \| 7 \| \| \| \| \| 5 \| \| Simon Larose \| 2 \| 5 \| \| \| \| |                             |                                 |        |       |        |                   |  |
| 1 | Bandera de los Países Bajos | Sjeng Schalken                  | 6      | 5     | 6      | 6                 |  |
| 1 | Bandera de Canadá           | Frank Dancevic                  | 3      | 7     | 2      | 1                 |  |
| 2 | Bandera de los Países Bajos | Martin Verkerk                  | 6      | 7     | 4      | 6                 |  |
| 2 | Bandera de Canadá           | Simon Larose                    | 4      | 6 (9) | 6      | 3                 |  |
| 3 | Bandera de los Países Bajos | Paul Haarhuis-Martin Verkerk    | 6 (10) | 0     | R      |                   |  |
| 3 | Bandera de Canadá           | Daniel Nestor-Frederic Niemeyer | 7      | 1     |        |                   |  |
| 4 | Bandera de los Países Bajos | Martin Verkerk                  | 6 (5)  | 6     | 7      | 6                 |  |
| 4 | Bandera de Canadá           | Frank Dancevic                  | 7      | 2     | 5      | 3                 |  |
| 5 | Bandera de los Países Bajos | Sjeng Schalken                  | 6      | 7     |        |                   |  |
| 5 | Bandera de Canadá           | Simon Larose                    | 2      | 5     |        |                   |  |

| | Bandera de República Checa | República Checa            | 2     | 3     | España | Bandera de España |  |
| --- | -------------------------- | -------------------------- | ----- | ----- | ------ | ----------------- |  |
| Brno Exhibition Center, Hall B, Brno, República Checa 6 al 8 de febrero de 2004 |                            |                            |       |       |        |                   |  |
| \| 1 \| \| Jiří Novák \| 7 \| 6 \| 7 \| \| \| \| 1 \| \| Rafael Nadal \| 6 (2) \| 3 \| 6 (3) \| \| \| \| 2 \| \| Radek Štěpánek \| 5 \| 6 \| 6 (4) \| 6 (7) \| \| \| 2 \| \| Tommy Robredo \| 7 \| 3 \| 7 \| 7 \| \| \| 3 \| \| Jiří Novák-Radek Štěpánek \| 6 \| 7 \| 6 \| \| \| \| 3 \| \| Rafael Nadal-Tommy Robredo \| 4 \| 6 (2) \| 3 \| \| \| \| 4 \| \| Tomáš Berdych \| 4 \| 7 \| 3 \| 2 \| \| \| 4 \| \| Feliciano López \| 6 \| 6 (2) \| 6 \| 6 \| \| \| 5 \| \| Radek Štěpánek \| 6 (2) \| 6 (4) \| 3 \| \| \| \| 5 \| \| Rafael Nadal \| 7 \| 7 \| 6 \| \| \| |                            |                            |       |       |        |                   |  |
| 1 | Bandera de República Checa | Jiří Novák                 | 7     | 6     | 7      |                   |  |
| 1 | Bandera de España          | Rafael Nadal               | 6 (2) | 3     | 6 (3)  |                   |  |
| 2 | Bandera de República Checa | Radek Štěpánek             | 5     | 6     | 6 (4)  | 6 (7)             |  |
| 2 | Bandera de España          | Tommy Robredo              | 7     | 3     | 7      | 7                 |  |
| 3 | Bandera de República Checa | Jiří Novák-Radek Štěpánek  | 6     | 7     | 6      |                   |  |
| 3 | Bandera de España          | Rafael Nadal-Tommy Robredo | 4     | 6 (2) | 3      |                   |  |
| 4 | Bandera de República Checa | Tomáš Berdych              | 4     | 7     | 3      | 2                 |  |
| 4 | Bandera de España          | Feliciano López            | 6     | 6 (2) | 6      | 6                 |  |
| 5 | Bandera de República Checa | Radek Štěpánek             | 6 (2) | 6 (4) | 3      |                   |  |
| 5 | Bandera de España          | Rafael Nadal               | 7     | 7     | 6      |                   |  |

### Cuartos de final
| | Bandera de Estados Unidos | Estados Unidos                  | 4     | 1 | Suecia | Bandera de Suecia |  |
| --- | ------------------------- | ------------------------------- | ----- | - | ------ | ----------------- |  |
| Delray Beach Tennis Center, Delray Beach, Estados Unidos 9 al 11 de abril de 2004 |                           |                                 |       |   |        |                   |  |
| \| 1 \| \| Mardy Fish \| 6 \| 3 \| 2 \| 5 \| \| \| 1 \| \| Jonas Björkman \| 4 \| 6 \| 6 \| 7 \| \| \| 2 \| \| Andy Roddick \| 6 \| 7 \| 6 \| \| \| \| 2 \| \| Thomas Enqvist \| 4 \| 5 \| 2 \| \| \| \| 3 \| \| Bob Bryan-Mike Bryan \| 6 \| 6 \| 6 \| \| \| \| 3 \| \| Jonas Björkman-Thomas Johansson \| 3 \| 3 \| 4 \| \| \| \| 4 \| \| Andy Roddick \| 7 \| 6 \| 6 \| \| \| \| 4 \| \| Jonas Björkman \| 6 (3) \| 4 \| 0 \| \| \| \| 5 \| \| Mardy Fish \| 3 \| 6 \| 6 \| \| \| \| 5 \| \| Thomas Johansson \| 6 \| 1 \| 4 \| \| \| |                           |                                 |       |   |        |                   |  |
| 1 | Bandera de Estados Unidos | Mardy Fish                      | 6     | 3 | 2      | 5                 |  |
| 1 | Bandera de Suecia         | Jonas Björkman                  | 4     | 6 | 6      | 7                 |  |
| 2 | Bandera de Estados Unidos | Andy Roddick                    | 6     | 7 | 6      |                   |  |
| 2 | Bandera de Suecia         | Thomas Enqvist                  | 4     | 5 | 2      |                   |  |
| 3 | Bandera de Estados Unidos | Bob Bryan-Mike Bryan            | 6     | 6 | 6      |                   |  |
| 3 | Bandera de Suecia         | Jonas Björkman-Thomas Johansson | 3     | 3 | 4      |                   |  |
| 4 | Bandera de Estados Unidos | Andy Roddick                    | 7     | 6 | 6      |                   |  |
| 4 | Bandera de Suecia         | Jonas Björkman                  | 6 (3) | 4 | 0      |                   |  |
| 5 | Bandera de Estados Unidos | Mardy Fish                      | 3     | 6 | 6      |                   |  |
| 5 | Bandera de Suecia         | Thomas Johansson                | 6     | 1 | 4      |                   |  |

| | Bandera de Bielorrusia | Bielorrusia                   | 5 | 0 | Argentina | Bandera de Argentina |  |
| --- | ---------------------- | ----------------------------- | - | - | --------- | -------------------- |  |
| Football Manege, Minsk, Bielorrusia 9 al 11 de abril de 2004 |                        |                               |   |   |           |                      |  |
| \| 1 \| \| Vladimir Voltchkov \| 6 \| 6 \| 6 \| \| \| \| 1 \| \| Agustín Calleri \| 3 \| 4 \| 2 \| \| \| \| 2 \| \| Max Mirnyi \| 6 \| 6 \| 6 \| \| \| \| 2 \| \| Guillermo Cañas \| 2 \| 2 \| 2 \| \| \| \| 3 \| \| Max Mirnyi-Vladimir Voltchkov \| 6 \| 6 \| 6 \| \| \| \| 3 \| \| Lucas Arnold-Agustín Calleri \| 3 \| 4 \| 1 \| \| \| \| 4 \| \| Max Mirnyi \| 6 \| 6 \| \| \| \| \| 4 \| \| Lucas Arnold \| 1 \| 2 \| \| \| \| \| 5 \| \| Vladimir Voltchkov \| 3 \| 6 \| 6 \| \| \| \| 5 \| \| Juan Mónaco \| 6 \| 3 \| 3 \| \| \| |                        |                               |   |   |           |                      |  |
| 1 | Bandera de Bielorrusia | Vladimir Voltchkov            | 6 | 6 | 6         |                      |  |
| 1 | Bandera de Argentina   | Agustín Calleri               | 3 | 4 | 2         |                      |  |
| 2 | Bandera de Bielorrusia | Max Mirnyi                    | 6 | 6 | 6         |                      |  |
| 2 | Bandera de Argentina   | Guillermo Cañas               | 2 | 2 | 2         |                      |  |
| 3 | Bandera de Bielorrusia | Max Mirnyi-Vladimir Voltchkov | 6 | 6 | 6         |                      |  |
| 3 | Bandera de Argentina   | Lucas Arnold-Agustín Calleri  | 3 | 4 | 1         |                      |  |
| 4 | Bandera de Bielorrusia | Max Mirnyi                    | 6 | 6 |           |                      |  |
| 4 | Bandera de Argentina   | Lucas Arnold                  | 1 | 2 |           |                      |  |
| 5 | Bandera de Bielorrusia | Vladimir Voltchkov            | 3 | 6 | 6         |                      |  |
| 5 | Bandera de Argentina   | Juan Mónaco                   | 6 | 3 | 3         |                      |  |

| | Bandera de Suiza   | Suiza                         | 2     | 3 | Francia | Bandera de Francia |  |
| --- | ------------------ | ----------------------------- | ----- | - | ------- | ------------------ |  |
| Centre Intercommunal de Glace de Malley, Prilly, Suiza 9 al 11 de abril de 2004 |                    |                               |       |   |         |                    |  |
| \| 1 \| \| Roger Federer \| 6 \| 6 \| 6 \| \| \| \| 1 \| \| Nicolas Escudé \| 2 \| 4 \| 4 \| \| \| \| 2 \| \| Ivo Heuberger \| 3 \| 3 \| 2 \| \| \| \| 2 \| \| Arnaud Clément \| 6 \| 6 \| 6 \| \| \| \| 3 \| \| Yves Allegro-Roger Federer \| 7 \| 3 \| 6 (5) \| 3 \| \| \| 3 \| \| Nicolas Escudé-Michael Llodra \| 6 (4) \| 6 \| 7 \| 6 \| \| \| 4 \| \| Roger Federer \| 6 \| 7 \| 6 \| \| \| \| 4 \| \| Arnaud Clément \| 2 \| 5 \| 4 \| \| \| \| 5 \| \| Michel Kratochvil \| 6 (3) \| 4 \| 6 (6) \| \| \| \| 5 \| \| Nicolas Escudé \| 7 \| 6 \| 7 \| \| \| |                    |                               |       |   |         |                    |  |
| 1 | Bandera de Suiza   | Roger Federer                 | 6     | 6 | 6       |                    |  |
| 1 | Bandera de Francia | Nicolas Escudé                | 2     | 4 | 4       |                    |  |
| 2 | Bandera de Suiza   | Ivo Heuberger                 | 3     | 3 | 2       |                    |  |
| 2 | Bandera de Francia | Arnaud Clément                | 6     | 6 | 6       |                    |  |
| 3 | Bandera de Suiza   | Yves Allegro-Roger Federer    | 7     | 3 | 6 (5)   | 3                  |  |
| 3 | Bandera de Francia | Nicolas Escudé-Michael Llodra | 6 (4) | 6 | 7       | 6                  |  |
| 4 | Bandera de Suiza   | Roger Federer                 | 6     | 7 | 6       |                    |  |
| 4 | Bandera de Francia | Arnaud Clément                | 2     | 5 | 4       |                    |  |
| 5 | Bandera de Suiza   | Michel Kratochvil             | 6 (3) | 4 | 6 (6)   |                    |  |
| 5 | Bandera de Francia | Nicolas Escudé                | 7     | 6 | 7       |                    |  |

| | Bandera de España           | España                         | 4 | 1     | Países Bajos | Bandera de los Países Bajos |   |
| --- | --------------------------- | ------------------------------ | - | ----- | ------------ | --------------------------- | - |
| Plaza de Toros "Coliseo", Palma de Mallorca, España 9 al 11 de abril de 2004 |                             |                                |   |       |              |                             |   |
| \| 1 \| \| Carlos Moyá \| 6 \| 7 \| 6 \| \| \| \| 1 \| \| Martin Verkerk \| 2 \| 5 \| 4 \| \| \| \| 2 \| \| Juan Carlos Ferrero \| 6 \| 6 \| 6 \| \| \| \| 2 \| \| Raemon Sluiter \| 2 \| 2 \| 4 \| \| \| \| 3 \| \| Rafael Nadal-Tommy Robredo \| 6 \| 6 \| 3 \| 2 \| 2 \| \| 3 \| \| John van Lottum-Martin Verkerk \| 3 \| 2 \| 6 \| 6 \| 6 \| \| 4 \| \| Juan Carlos Ferrero \| 6 \| 6 (5) \| 4 \| 7 \| 6 \| \| 4 \| \| Martin Verkerk \| 4 \| 7 \| 6 \| 5 \| 1 \| \| 5 \| \| Carlos Moyá \| 6 \| 6 \| \| \| \| \| 5 \| \| Sjeng Schalken \| 3 \| 4 \| \| \| \| |                             |                                |   |       |              |                             |   |
| 1 | Bandera de España           | Carlos Moyá                    | 6 | 7     | 6            |                             |   |
| 1 | Bandera de los Países Bajos | Martin Verkerk                 | 2 | 5     | 4            |                             |   |
| 2 | Bandera de España           | Juan Carlos Ferrero            | 6 | 6     | 6            |                             |   |
| 2 | Bandera de los Países Bajos | Raemon Sluiter                 | 2 | 2     | 4            |                             |   |
| 3 | Bandera de España           | Rafael Nadal-Tommy Robredo     | 6 | 6     | 3            | 2                           | 2 |
| 3 | Bandera de los Países Bajos | John van Lottum-Martin Verkerk | 3 | 2     | 6            | 6                           | 6 |
| 4 | Bandera de España           | Juan Carlos Ferrero            | 6 | 6 (5) | 4            | 7                           | 6 |
| 4 | Bandera de los Países Bajos | Martin Verkerk                 | 4 | 7     | 6            | 5                           | 1 |
| 5 | Bandera de España           | Carlos Moyá                    | 6 | 6     |              |                             |   |
| 5 | Bandera de los Países Bajos | Sjeng Schalken                 | 3 | 4     |              |                             |   |

### Semifinales
| | Bandera de Estados Unidos | Estados Unidos                | 4 | 0          | Bielorrusia | Bandera de Bielorrusia |            |
| --- | ------------------------- | ----------------------------- | - | ---------- | ----------- | ---------------------- | ---------- |
| Family Circle Tennis Center, Charleston, Carolina del Sur, Estados Unidos 24 al 26 de septiembre de 2004 |                           |                               |   |            |             |                        |            |
| \| 1 \| \| Andy Roddick \| 6 \| 6 \| 6 \| \| \| \| 1 \| \| Vladimir Voltchkov \| 1 \| 4 \| 4 \| \| \| \| 2 \| \| Mardy Fish \| 7 \| 6 \| 3 \| 6 \| \| \| 2 \| \| Max Mirnyi \| 5 \| 2 \| 6 \| 3 \| \| \| 3 \| \| Bob Bryan-Mike Bryan \| 6 \| 6 \| 7 \| \| \| \| 3 \| \| Max Mirnyi-Vladimir Voltchkov \| 1 \| 3 \| 5 \| \| \| \| 4 \| \| Andy Roddick \| 6 \| 6 \| \| \| \| \| 4 \| \| Alexander Skrypko \| 4 \| 2 \| \| \| \| \| 5 \| \| Mardy Fish \| 3 \| Inconcluso \| Inconcluso \| Inconcluso \| Inconcluso \| \| 5 \| \| Andrei Karatchenia \| 0 \| Inconcluso \| Inconcluso \| Inconcluso \| Inconcluso \| |                           |                               |   |            |             |                        |            |
| 1 | Bandera de Estados Unidos | Andy Roddick                  | 6 | 6          | 6           |                        |            |
| 1 | Bandera de Bielorrusia    | Vladimir Voltchkov            | 1 | 4          | 4           |                        |            |
| 2 | Bandera de Estados Unidos | Mardy Fish                    | 7 | 6          | 3           | 6                      |            |
| 2 | Bandera de Bielorrusia    | Max Mirnyi                    | 5 | 2          | 6           | 3                      |            |
| 3 | Bandera de Estados Unidos | Bob Bryan-Mike Bryan          | 6 | 6          | 7           |                        |            |
| 3 | Bandera de Bielorrusia    | Max Mirnyi-Vladimir Voltchkov | 1 | 3          | 5           |                        |            |
| 4 | Bandera de Estados Unidos | Andy Roddick                  | 6 | 6          |             |                        |            |
| 4 | Bandera de Bielorrusia    | Alexander Skrypko             | 4 | 2          |             |                        |            |
| 5 | Bandera de Estados Unidos | Mardy Fish                    | 3 | Inconcluso | Inconcluso  | Inconcluso             | Inconcluso |
| 5 | Bandera de Bielorrusia    | Andrei Karatchenia            | 0 | Inconcluso | Inconcluso  | Inconcluso             | Inconcluso |

| | Bandera de España  | España                        | 4     | 1 | Francia | Bandera de Francia |   |
| --- | ------------------ | ----------------------------- | ----- | - | ------- | ------------------ | - |
| Plaza de Toros de Alicante, Alicante, España 24 al 26 de septiembre de 2004 |                    |                               |       |   |         |                    |   |
| \| 1 \| \| Carlos Moyá \| 3 \| 6 \| 6 \| 3 \| 3 \| \| 1 \| \| Paul-Henri Mathieu \| 6 \| 3 \| 2 \| 6 \| 6 \| \| 2 \| \| Juan Carlos Ferrero \| 6 \| 6 \| 1 \| 6 \| \| \| 2 \| \| Fabrice Santoro \| 3 \| 1 \| 6 \| 3 \| \| \| 3 \| \| Rafael Nadal-Tommy Robredo \| 7 \| 4 \| 6 \| 2 \| 6 \| \| 3 \| \| Arnaud Clément-Michaël Llodra \| 6 (4) \| 6 \| 2 \| 6 \| 3 \| \| 4 \| \| Rafael Nadal \| 6 \| 6 \| 6 \| \| \| \| 4 \| \| Arnaud Clément \| 4 \| 1 \| 2 \| \| \| \| 5 \| \| Tommy Robredo \| 6 \| 6 \| \| \| \| \| 5 \| \| Paul-Henri Mathieu \| 4 \| 4 \| \| \| \| |                    |                               |       |   |         |                    |   |
| 1 | Bandera de España  | Carlos Moyá                   | 3     | 6 | 6       | 3                  | 3 |
| 1 | Bandera de Francia | Paul-Henri Mathieu            | 6     | 3 | 2       | 6                  | 6 |
| 2 | Bandera de España  | Juan Carlos Ferrero           | 6     | 6 | 1       | 6                  |   |
| 2 | Bandera de Francia | Fabrice Santoro               | 3     | 1 | 6       | 3                  |   |
| 3 | Bandera de España  | Rafael Nadal-Tommy Robredo    | 7     | 4 | 6       | 2                  | 6 |
| 3 | Bandera de Francia | Arnaud Clément-Michaël Llodra | 6 (4) | 6 | 2       | 6                  | 3 |
| 4 | Bandera de España  | Rafael Nadal                  | 6     | 6 | 6       |                    |   |
| 4 | Bandera de Francia | Arnaud Clément                | 4     | 1 | 2       |                    |   |
| 5 | Bandera de España  | Tommy Robredo                 | 6     | 6 |         |                    |   |
| 5 | Bandera de Francia | Paul-Henri Mathieu            | 4     | 4 |         |                    |   |

### Final
| Estadio de la Cartuja, Sevilla, España 3 al 5 de diciembre de 2004 |  |                                   |       |       |       |   |  |
| \| 1 \| \| Carlos Moyá \| 6 \| 6 \| 6 \| \| \| \| 1 \| \| Mardy Fish \| 4 \| 2 \| 3 \| \| \| \| 2 \| \| Rafael Nadal \| 6 (6) \| 6 \| 7 \| 6 \| \| \| 2 \| \| Andy Roddick \| 7 \| 2 \| 6 (6) \| 2 \| \| \| 3 \| \| Juan Carlos Ferrero-Tommy Robredo \| 0 \| 3 \| 2 \| \| \| \| 3 \| \| Bob Bryan-Mike Bryan \| 6 \| 6 \| 6 \| \| \| \| 4 \| \| Carlos Moyá \| 6 \| 7 \| 7 \| \| \| \| 4 \| \| Andy Roddick \| 2 \| 6 (1) \| 6 (5) \| \| \| \| 5 \| \| Tommy Robredo \| 6 \| 2 \| \| \| \| \| 5 \| \| Mardy Fish \| 7 (9) \| 6 \| \| \| \| |  |                                   |       |       |       |   |  |
| 1 |  | Carlos Moyá                       | 6     | 6     | 6     |   |  |
| 1 |  | Mardy Fish                        | 4     | 2     | 3     |   |  |
| 2 |  | Rafael Nadal                      | 6 (6) | 6     | 7     | 6 |  |
| 2 |  | Andy Roddick                      | 7     | 2     | 6 (6) | 2 |  |
| 3 |  | Juan Carlos Ferrero-Tommy Robredo | 0     | 3     | 2     |   |  |
| 3 |  | Bob Bryan-Mike Bryan              | 6     | 6     | 6     |   |  |
| 4 |  | Carlos Moyá                       | 6     | 7     | 7     |   |  |
| 4 |  | Andy Roddick                      | 2     | 6 (1) | 6 (5) |   |  |
| 5 |  | Tommy Robredo                     | 6     | 2     |       |   |  |
| 5 |  | Mardy Fish                        | 7 (9) | 6     |       |   |  |